# Kang Tongbi

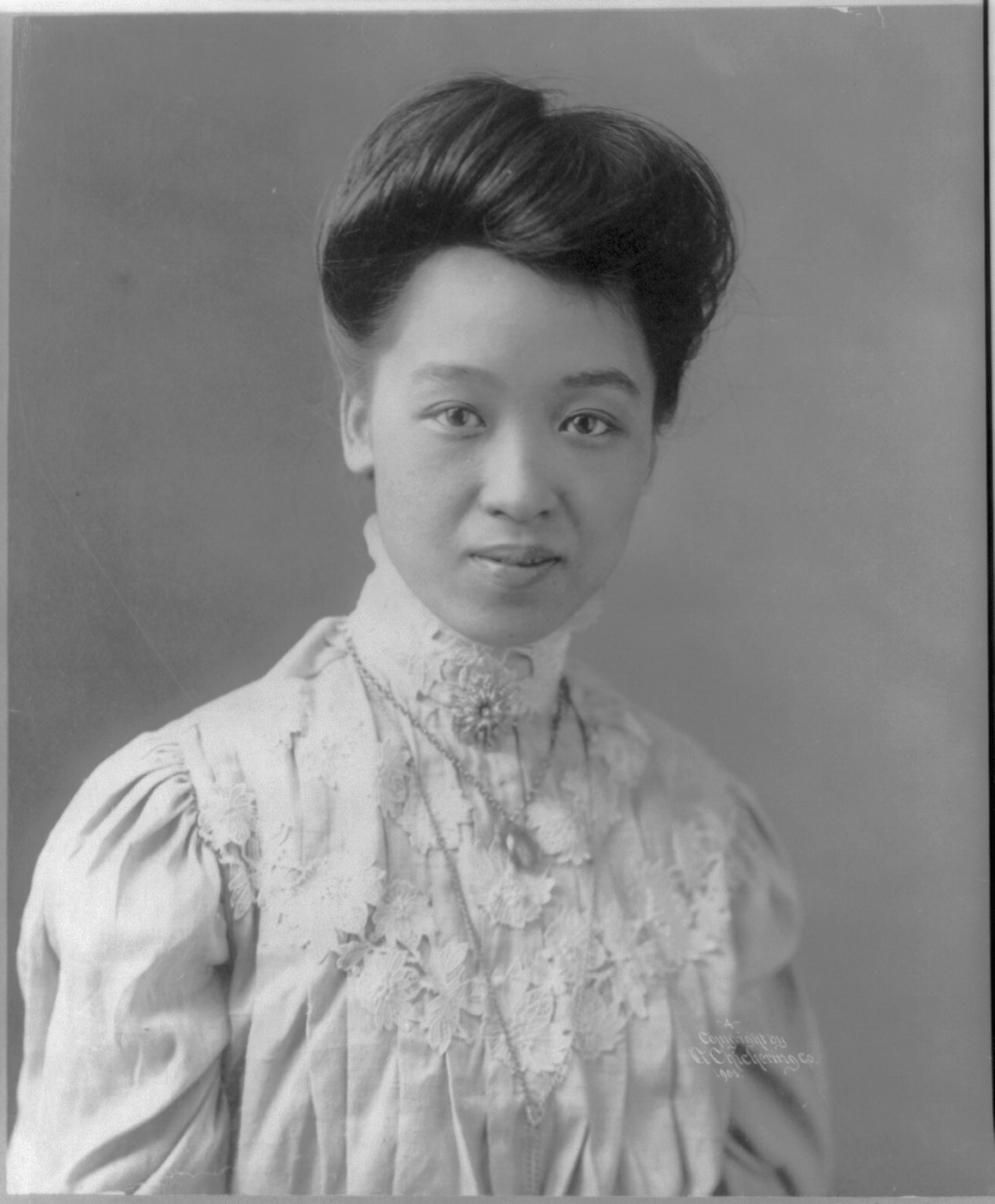
Kang Tongbi
(1905), Library of Congress

Kang Tongbi (traditioneel Chinees: 康同璧, hanyu pinyin: Kāng Tóngbì) (1881 – Peking, 17 augustus 1969) was een Chinees feministisch activiste, hervormer en politiek figuur in de laatste jaren van de Qing-dynastie en in de Republikeinse periode (1912–1949). Ze was de dochter van de invloedrijke denker en hervormer Kang Youwei, die een belangrijke rol vervulde in de laatste jaren van het instortende keizerrijk. Kang Tongbi wordt beschouwd als een pionier in het Chinees feminisme, met name met haar verspreiding van het feministisch gedachtegoed onder de Chinese gemeenschap in Canada en de Verenigde Staten in 1903–1905.
Begin 1903 vestigde Kang zich in de Verenigde Staten, waar ze begon aan haar opleiding en tegelijkertijd zich bezighield met het oprichten van een vrouwentak van de hervormingsbeweging van haar vader. Hierin was ze succesvol, daar ze binnen enkele jaren een transnationaal netwerk van feministische bewegingen in de Chinese diaspora opzette. Tegelijkertijd vergezelde Kang regelmatig haar vader op buitenlandse reizen, waarbij ze regelmatig publieke toespraken gaf. Na republikeinse revolutie van 1911–1912 keerde ze terug naar de Republiek China, waar ze haar feministische werk voortzette. In de jaren 60 kwam Kang om het leven tijdens de Culturele Revolutie.

## Biografie

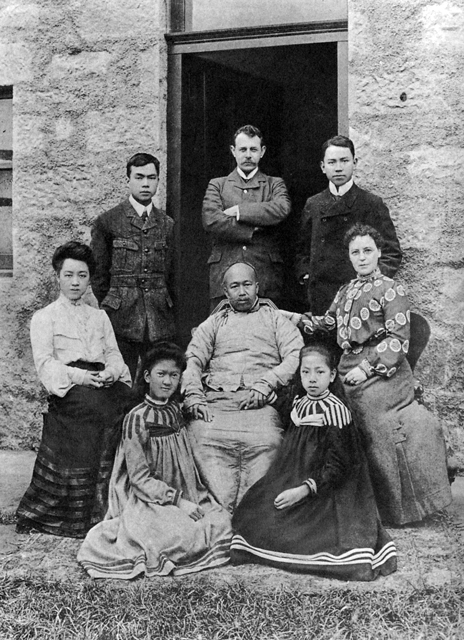
Groepsfoto, genomen in New York in 1907, met in het midden Kang Youwei. Hij was op bezoek bij zijn dochter Tongbi, inmiddels student aan Barnard College, die aan zijn rechterzijde zit. Achter haar staat Luo Chang, student aan de Universiteit van Oxford en toekomstige echtgenoot van Tongbi.

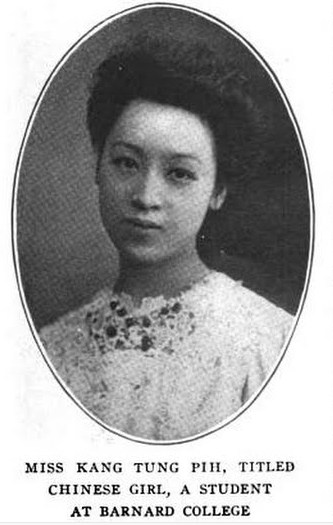
Een portretfoto van Kang in New Broadway Magazine, uitgave april 1908. In de sectie "Prominente personen in woord en beeld" wordt Kang beschreven als een jonge en talentvolle Chinese studente en activiste.

Kang werd geboren in 1881 als dochter van Kang Youwei en zijn echtgenote Zhang Yunzhu. Ze was hun tweede dochter, na Tongwei (1879–1974). Tongbi en Tongwei trokken in hun jeugd veel met elkaar op. Overeenkomstig de opvattingen van hun vader, die op basis van confucianistische klassieke werken grootschalige hervormingen en moderniseringen voorstond om de Qing-dynastie te behoeden voor haar finale ineenstorting, werden de zussen geschoold in een gemoderniseerd curriculum, dat het traditioneel confucianisme combineerde met de beste en moderne elementen van de westerse en Japanse culturen. Daarbij werd Tongbi en Tongwei ook enkele buitenlandse talen bijgebracht; Tongbi was al op jonge leeftijd in staat te speechen in het Engels. De zussen kregen een andere opvoeding dan de meeste leeftijdsgenoten. Illustratief was de controversiële beslissing van Kang Youwei en zijn vrouw om de voeten van hun dochters niet te binden, op dat moment nog een gebruik in alle lagen van de Chinese samenleving. Zowel Kang Youwei als zijn dochters werden later pleitbezorgers voor het afschaffen van de traditie van het voetenbinden.
Kang Youwei werd in 1898 na de mislukte Honderd Dagenhervormingen door keizerin-weduwe Cixi uit het keizerrijk verbannen en verbleef sindsdien in wisselende landen, voornamelijk in Zuidoost-Azië. In 1899 verbleef hij in Canada, waar hij het Genootschap ter bescherming van de Keizer (Baohuang hui) oprichtte, bedoeld als beweging voor hervorming van het keizerrijk met zowel de Chinese bevolking als de Chinese diaspora als doelgroep. In 1901 verliet Kang Tongbi voor het eerst China voor een bezoek aan Brits Malaya, waar ze haar vader opzocht om hem vervolgens te vergezellen bij zijn reis door India. Tijdens haar bezoek aan India beweerde Kang in een zelfgeschreven gedicht de eerste Chinese vrouw te zijn die een bezoek bracht aan de "Westelijke Hemel", zoals India toentertijd ook bekendstond. Medio 1902 werkte Kangs vader in haar bijzijn aan de laatste teksten voor zijn Datongshu ("Boek van de grote eenheid"), zijn levenswerk waaraan hij bijna twintig jaar had gewerkt. In het boek besteedde Youwei veel aandacht aan genderongelijkheid en vrouwenrechten, wat zekere invloed had op het gedachtegoed en latere activisme van zijn dochter.

### Activisme
Na de mislukte hervormingen zou Kang Youwei uiteindelijk veertien jaar lang de wereld rond reizen, waardoor Tongbi een groot deel van haar jeugd en het begin van haar volwassenheid doorbracht in het buitenland. In december 1902 werd ze door haar vader achtereenvolgens naar Hongkong gezonden, om daar een bezoek te brengen aan hun familie, en naar de Verenigde Staten, om daar te studeren en publieke speeches te geven. Tongbi vestigde zich in Hartford (Connecticut), waar ze naar de middelbare school ging. Haar opleiding combineerde ze met activisme, zowel in de Verenigde Staten als daarbuiten. In de lente van 1903 reisde ze naar het Japanse Yokohama, waar ze enkele van haar vroegste publieke toespraken gaf. Kang sprak haar vrouwelijke landgenoten (nütongbao) aan, die zich moesten verenigen om Chinese vrouwenrechten (nüquan) te verbeteren. Die rechten waren vooralsnog zwak in China, niet alleen door mannelijke onderdrukking, maar ook doordat vrouwen er nog niet eerder in waren geslaagd zich te verenigen en gezamenlijk op te komen voor vermindering van de ongelijkheid. Het gebrek aan eenheid onder vrouwen was het grootste probleem, omdat feministische eenlingen niet in staat zouden zijn weerstand te bieden aan mannen, het patriarchaat, of het simpelweg niet zouden aandurven. In al haar toespraken stond vereniging en eenheid centraal, overeenkomstig haar bezigheden in Noord-Amerika.
Na haar verblijf in Japan vergezelde Kang regelmatig haar vader bij buitenlandse bezoeken: in de zomer van 1904 bezochten ze samen Parijs, waar ze musea, paleizen, de Eiffeltoren en Madame Tussauds bezochten. Beiden waren ontzet toen ze in een van de Parijse musea tentoongestelde Chinese kunstwerken aantroffen, buitgemaakt door Frankrijk in de Verboden Stad tijdens de Bokseropstand (1899–1901). Diezelfde zomer bezocht Tongbi meer landen, waaronder Zwitserland, Oostenrijk, Engeland en Denemarken. In Denemarken werden ze ook vergezeld door Luo Chang, haar vriend die ze in 1903 in Japan had leren kennen. Mogelijk was Kang nog steeds bij haar vader toen hij België en Nederland bezocht in september 1904.
Het was niet zonder reden dat Youwei zijn dochter van jongs af aan had meegenomen op buitenlandse reizen, haar van Amerikaans onderwijs had laten genieten en haar had laten speechen in het Engels. Het was zijn hoop dat ze zou kunnen bijdragen aan zijn hervormingsagenda, de feministische zaak zou kunnen dienen en bekende staatslieden zou kunnen ontmoeten. Na het voltooien van de middelbare school in Connecticut ging Kang in 1907 als eerste Aziatische studente studeren aan Barnard College in New York. In 1909 behaalde ze een associate degree in de journalistiek.
Al vanaf haar eerste jaar in Noord-Amerika had Kang haar activistische instelling doen blijken. In het Canadese Victoria richtte ze de vrouwentak van het Genootschap ter bescherming van de Keizer van haar vader (Baohuang nühui) op, die ze in oktober 1903 ook had opgericht in New York. Kang zag met de New York Ladies’ Branch of the Chinese Empire Reform Society de mogelijkheid Chinese vrouwen in de Verenigde Staten te laten studeren, Engelstalige kranten te lezen, en in staat te stellen als verenigd front elkaar te helpen en voor elkaar op te komen. Verbonden aan deze beweging hield Kang in haar eerste jaar aan Barnard College regelmatig toespraken, zowel voor een Engelstalig als een Kantonees publiek, waarin ze naast het bepleiten van vrouwenemancipatie ook haar steun uitsprak voor het hervormingsbeleid van haar vader.
Met haar activiteiten in Canada en de Verenigde Staten in de jaren 1900, met name in de periode 1903–1905, legde Kang Tongbi de basis voor vroeg feminisme in de Chinese diaspora en stichtte ze het eerste transnationale netwerk van Chinese feministen. Ze was persoonlijk verantwoordelijk voor de oprichting van ten minste elf afdelingen van de Baohuang nühui in beide landen en bracht de leden de beginselen van zowel het feminisme als het politiek activisme bij. De meeste lokale afdelingen zwakten na 1905 echter af. Dat had hoofdzakelijk twee redenen: een afname van de directe betrokkenheid van Kang, waar de afdelingen in buitenproportionele mate op haar leiderschap steunden; en het gebrek aan consistente steun van mannelijke hervormers binnen de Chinese gemeenschap, die wel betrokken waren geweest bij de totstandkoming van het netwerk van de Baohuang nühui.

### Na de val van de Qing-dynastie
In 1911, het jaar van de Xinhairevolutie die een einde maakte aan de Qing-dynastie en daarmee het tweeduizend jaar oude keizerlijk systeem, beviel Kang van een zoon, gevolgd door de geboorte van een dochter in 1914. Ze was inmiddels getrouwd met Luo, al is niet bekend in welk jaar het huwelijk plaatsvond. Na de val van de Qing keerde Kang terug naar China. Er is niet veel bekend over Kangs activiteiten na haar terugkeer in China, al is duidelijk dat ze ook in haar geboorteland bleef strijden voor vrouwenrechten. Zo schreef ze voor Nüxuebao (女學報), een blad dat zich richtte op vrouwenonderwijs. Ook richtte ze samen met andere feministes de Tianzuhui (天足會) op, een vereniging tegen het voetbinden. Kang verbond zich aan de Communistische Partij als voorzitter van de nationale vrouwenvereniging en trad in 1948 op als vrouwenvertegenwoordiger van de CCP bij een vergadering in Beijing over de machtsoverdracht naar het communistische Volksbevrijdingsleger.
Kang bleef in China tijdens de destructieve Tweede Chinees-Japanse Oorlog (1937–1945) en de burgeroorlog, die in 1949 ten einde kwam toen de nationalisten zich op Taiwan terugtrokken. Hoewel er geen indicaties zijn dat Kang werd dwarsgezeten door het nieuwe communistische regime in de eerste vijftien jaar, werd ze vroeg in de Culturele Revolutie opgepakt en gevangen gezet. Kang had zich actief verzet tegen de Rode Garde door steun te bieden aan "rechtse elementen" in de samenleving, zoals Zhang Bojun (1895–1969), een politicus en intellectueel die door de overheid was bestempeld als "de meest rechtse persoon van China". Zhang overleed in mei 1969. Een paar maanden later, op 17 augustus 1969, overleed Kang Tongbi.